# 김원민
김원민(한국 한자: 金元敏, 1987년 8월 12일 ~ )은 대한민국의 전직 축구 선수로 현역 시절 포지션은 공격수였다.

## 클럽 경력

### 김해시청
2009 K리그 드래프트에서 어떠한 팀의 지명도 받지 못한 채 1년의 공백기를 가지다가 2011년 당시 내셔널리그 소속팀이던 김해시청 입단을 통해 선수 생활을 시작했고 이후 2011 시즌 리그 25경기 8골을 터뜨리며 내셔널리그 베스트 11에 선정되는 영예를 안았다.

### 고양 KB국민은행
2012 시즌을 앞두고 같은 내셔널리그 소속팀인 고양 KB국민은행으로 이적하여 2012 시즌 리그 25경기 6골을 터뜨리면서 팀의 리그 준우승에 기여하는 맹활약을 펼쳤지만 팀은 2012 시즌을 끝으로 해체 수순을 밟았다.

### FC 안양1기
고양 국민은행 해체 이후 2013년 새롭게 출범한 K리그2의 FC 안양에 입단하며 프로에 정식으로 입문한 이후 2시즌동안 리그 54경기 6골 3어시스트를 기록하며 팀을 2시즌 연속 리그 5위로 올려놓았다.

### 포천시민축구단
2014 시즌 종료 후 군 복무를 위해 구 K3리그의 포천시민축구단으로 임대 이적하여 2016 시즌까지 리그 40경기 39골의 폭발적인 득점력을 과시하며 팀의 리그 2연패를 이끌었고 특히 당시 구 K3리그 최약체팀인 서울 FC 마르티스와의 2015년 K3리그 9라운드 홈 경기에서 무려 16골로 구 K3리그 역사상 1경기 최다 득점 기록을 경신하며 팀의 35-0 대승이라는 보기 드문 진기록을 만들어내기도 했다.

### FC 안양 2기
포천시민축구단의 K3리그 2연패를 이끈 뒤 원 소속팀인 FC 안양으로 복귀하여 2017 시즌에는 많은 출전 기회를 부여받지 못했지만 이후 2시즌간 리그 52경기 7골 3어시스트의 맹활약으로 2019 시즌 안양의 창단 첫 플레이오프 진출에 이바지했으며 2019 시즌을 마친 후 통산 124경기로 안양에서의 최다 출전 기록을 남긴 채 포천에서의 2시즌을 제외하고 5시즌동안 몸 담은 안양을 떠났으나 2년 후 김형진에 의해 최다 출전 기록이 깨졌다.

### 화성 FC
2020 시즌을 앞두고 새롭게 개편된 K3리그의 화성 FC 플레잉코치로 합류하여 2020 시즌 리그 21경기를 포함해 공식전 23경기 4골을 기록했다.

### FC 목포
2020 시즌이 끝난 후 같은 K3리그의 FC 목포의 플레잉코치로 합류하여 2021년 K3리그 챔피언십 플레이오프 진출을 이끌며 여전히 녹슬지 않는 실력을 선보였으며 2022 시즌을 끝으로 11년간의 현역 생활을 마감했다.

## 수상

### 클럽
고양 KB국민은행
- 내셔널리그 : 준우승 (2012)
- 내셔널축구선수권대회 : 4강 (2012)

포천시민축구단
- 구 K3리그 : 우승 (2015, 2016)

FC 안양
- K리그2 : 3위 (2019)

FC 목포
- K3리그 : 3위 (2021)

### 개인
- 내셔널리그 베스트 11 : 2011